# روجر وودورد
روجر وودورد (بالإنجليزية: Roger Woodward)‏ هو عازف بيانو وملحن أسترالي، ولد في 20 ديسمبر 1942 في سيدني في أستراليا.

## وصلات خارجية
- روجر وودورد على موقع IMDb (الإنجليزية)
- روجر وودورد على موقع ميوزك برينز (الإنجليزية)
- روجر وودورد على موقع أول ميوزيك (الإنجليزية)
- روجر وودورد على موقع ديسكوغز (الإنجليزية)